# ديف هوغن
ديف هوغن (بالإنجليزية: Dave Hogan)‏ (31 مايو 1986 بهارلو في المملكة المتحدة - ) هو لاعب كرة قدم بريطاني في مركز حراسة المرمى. لعب مع إيستبورن بوروه وتونبريدج أنغلز وسانت نيوتس تاون وبوترز بار تاون وThurrock F.C. ‏ ونادي أفيلي وBedfont Town F.C. ‏ وداغنهام وريدبريدج وفولكستون إنفيكتا وHarlow Town F.C. ‏.

## وصلات خارجية
- ديف هوغن على موقع قاعدة بيانات كرة القدم.إي يو (الإنجليزية)
- ديف هوغن على موقع Soccerbase.com (لاعب) (الإنجليزية)